# You’re a Lucky Guy (Album)
You’re a Lucky Guy ist ein Jazzalbum von Dave Frishberg. Die im Februar 1978 im Sage and Sound Recording Studio in Hollywood entstandenen Aufnahmen erschienen am 10. Juli 1978 auf Concord Jazz und wurden 1999 als Compact Disc neu aufgelegt.

## Hintergrund
Seit den frühen 1970er-Jahren hatte Dave Frishberg vor allem als Studio- und Begleitmusiker bei Alben etwa von Jimmy Rushing, Herb Alpert, Bill Berry and The L.A. Band, The Manhattan Transfer und Ernestine Anderson mitgewirkt. Nach einem eigenen Album (Solo and Trio, mit Monty Budwig und Donald Bailey) für das lokale Label Seed nahm Frishberg Anfang 1977 für Concord Jazz Getting Some Fun Out of Life (mit Bob Findley, Marshal Royal, Larry Gales und Steve Schaeffer) auf. Nach einem Solo/Quartett-Album mit Richie Kamuca, Ray Brown und Herb Ellis (Drop Me Off in Harlem), ebenfalls für Concord, spielte Dave Frishberg Anfang 1978 ein weiteres Album mit dem Posaunisten Bob Brookmeyer, dem Tenorsaxophonisten Al Cohn, dem Bassisten Jim Hughart und Schlagzeuger Nick Ceroli ein. Frishberg nahm darauf die Stücke „That Old Feeling“, „You’re a Lucky Guy“ (bei dem er auch singt) und „Cheerful Little Earful“ als Klaviersoli auf.
Den Titelsong schrieben Saul Chaplin und Sammy Cahn 1939; die erste Plattenaufnahmen stammten von „Sing and Sway“ with Sammy Kaye und von Billie Holiday. Der Song „Trav‘lin‘ Alone“ erschien erstmals 1935 in der Aufnahme der Boswell Sisters; „Truckin‘“ war durch Fats Waller populär und Sammy Fains „That Old Feeling“ ein Filmsong von 1937. „I Surrender Dear“ wurde 1931 von Gus Arnheim Orchester mit Bing Crosby vorgestellt; „Cheerful Little Earful“ gilt als typische Nummer des „Jazz Age“.

## Titelliste
- Dave Frishberg: You’re a Lucky Guy (Concord Jazz CJ-74; CCD 4074-2)[2]

1. Truckin’ (Rube Bloom, Ted Koehler) 3:14
2. Trav'lin’ All Alone (J.C. Johnson / J.C. Jones) 3:30
3. The Underdog (Al Cohn, Dave Frishberg)  4:29
4. That Old Feeling (Lew Brown, Sammy Fain) 2:17
5. If Dreams Come True (Benny Goodman, Irving Mills, Edgar Sampson) 4:14
6. You’re a Lucky Guy (Sammy Cahn, Saul Chaplin) 3:02
7. P-Town (Al Cohn) 3:09
8. I Surrender, Dear (Harry Barris, Gordon Clifford) 4:59
9. Saratoga Hunch (Dave Frishberg) 5:22
10. Cheerful Little Earful (Ira Gershwin, Billy Rose, Harry Warren) 2:51

## Rezeption
Scott Yanow verlieh dem Album in Allmusic vier Sterne und schrieb, dieses erstklassige Album Frishbergs biete viel Abwechslung. Vier Songs (einschließlich Gesangsversionen von „Truckin’“ und „The Underdog“) würden ausgezeichnet zu Frishbergs Klavierspiel passen;  außerdem gebe es drei wundervolle Duette mit Al Cohn. Da nur zwei der zehn Lieder von Frishberg geschrieben wurden, liege der Schwerpunkt eher auf seinen Talenten als Pianist und Sänger denn als Songwriter.
Nach Ansicht von Dave Nathan, der das Album anlässlich seiner Wiederveröffentlichung als CD in All About Jazz rezensierte, sei Frishberg gemeinsam mit Bob Dorough und Mose Allison einer der zeitlosen Hipster des Jazz. Auf dieser Aufnahme von 1978 vereine Frishberg mit vier anderen Jazz-Veteranen eine optimistische Musik. Frishberg könne als nonchalanter Pianist bezeichnet werden, melodisch orientiert, ohne protzig und kunstvoll zu erscheinen. Meister-Ventilposaunist Bob Brookmeyer, der bei etwa der Hälfte der Stücke dabei ist, biete einige mitreißende Soli, etwa auf Ted Koehler und Rube Blooms „Truckin’“ und auf Al Cohns „P-Town“. Aber es sei vor allem Frishbergs Zusammenspiel mit Al Cohn, was dieses Album auszeichne.